# Ґазеран (Хондаб)
Ґазеран (перс. گازران) — село в Ірані, у дегестані Хондаб, в Центральному бахші, шагрестані Хондаб остану Марказі. За даними перепису 2006 року, його населення становило 1507 осіб, що проживали у складі 425 сімей.

## Клімат
Середня річна температура становить 11,89°C, середня максимальна – 31,17°C, а середня мінімальна – -9,00°C. Середня річна кількість опадів – 275 мм.
| Клімат поселення                              | Клімат поселення | Клімат поселення | Клімат поселення | Клімат поселення | Клімат поселення | Клімат поселення | Клімат поселення | Клімат поселення | Клімат поселення | Клімат поселення | Клімат поселення | Клімат поселення | Клімат поселення |
| Показник                                      | Січ.             | Лют.             | Бер.             | Квіт.            | Трав.            | Черв.            | Лип.             | Серп.            | Вер.             | Жовт.            | Лист.            | Груд.            |                  |
| Середній максимум, °C                         | 7,76             | 8,58             | 12,44            | 18,60            | 23,30            | 29,58            | 31,17            | 30,41            | 25,54            | 20,17            | 13,28            | 7,88             |                  |
| Середня температура, °C                       | −0,61            | 0,20             | 4,06             | 10,21            | 14,91            | 21,20            | 25,21            | 24,45            | 19,60            | 14,22            | 7,32             | 1,92             |                  |
| Середній мінімум, °C                          | −9               | −8,17            | −4,31            | 1,85             | 6,53             | 12,80            | 19,26            | 18,49            | 13,63            | 8,25             | 1,36             | −4,04            |                  |
| Норма опадів, мм                              | 42               | 35               | 48               | 37               | 35               | 7                | 1                | 1                | 0                | 7                | 24               | 38               |                  |
| Середньомісячна швидкість вітру, м/с          | 1.76             | 2.07             | 3.10             | 3.10             | 2.66             | 2.47             | 2.48             | 2.37             | 2.29             | 2.18             | 1.93             | 1.32             |                  |
| Середньомісячна сонячна радіація, кДж/м²·день | 9042             | 12268            | 14761            | 18189            | 22260            | 26967            | 25980            | 24071            | 21023            | 15509            | 10920            | 8952             |                  |
| --------------------------------------------- | ---------------- | ---------------- | ---------------- | ---------------- | ---------------- | ---------------- | ---------------- | ---------------- | ---------------- | ---------------- | ---------------- | ---------------- | ---------------- |
| Джерело:                                      |                  |                  |                  |                  |                  |                  |                  |                  |                  |                  |                  |                  |                  |